# Capillaria wickinsi
Capillaria wickinsi is een rondwormensoort uit de familie van de Trichuridae. De wetenschappelijke naam van de soort is voor het eerst geldig gepubliceerd in 1965 door Ogden.